# Berdeniella gredosica
Berdeniella gredosica és una espècie d'insecte dípter pertanyent a la família dels psicòdids que es troba a Europa: Espanya.